# La prova del crim
La prova del crim (títol original: Running Scared) és una pel·lícula de 2006 escrita i dirigida per Wayne Kramer i distribuïda per New Line Cinema. La pel·lícula és protagonitzada per Paul Walker, Cameron Bright, Vera Farmiga, Chazz Palminteri, Alex Neuberger i Johnny Messner. Ha estat doblada al català.

## Argument
Joey Gazelle (Paul Walker) és un sicari, pare de família, de la banda italiana dels Perello que participa en la mort d'alguns policies corruptes. Només que, en comptes de tirar l'arma del crim al riu, decideix guardar-la en el soterrani de casa seva. Nicky (Alex Neuberger), el seu fill de 10 anys, i el seu amic Oleg (Cameron Bright) el veuen amagant l'arma. Quan Oleg veu al seu padrastre Anzor (Karel Roden) copejant a la seva mare, Mila (Ivana Miličević), Oleg no ho pensa dues vegades: roba l'arma i fereix al padrastre. Només que Anzor és nebot d'un mafiós rus psicòtic, que desitja de totes totes descobrir qui va ferir a un integrant de la família. D'aquesta forma després els Perello, la màfia russa i la policia van al darrere de Joey, que necessita recuperar l'arma com més aviat millor.
Mentrestant l'esposa de Joey, Teresa (Vera Farmiga) tracta de rescatar als nens d'uns segrestadors: els Hansel, una parella adinerada pedòfila (Bruce Altman) i (Elizabeth Mitchell), que els vol utilitzar per satisfer les seves baixes passions.

## Repartiment
- Paul Walker: Joey Gazelle.
- Cameron Bright: Oleg Yugorsky.
- Vera Farmiga: Teresa Gazelle.
- Alex Neuberger: Nick "Nicky" Gazelle.
- Ivana Miličević: Mila Yugorsky.
- Johnny Messner: Tommy "Tombs" Perello.
- Chazz Palminteri: Rydell.
- Michael Cudlitz: Sal "Gummy Bear" Franzone.
- Bruce Altman i Elizabeth Mitchell: Dez i Edele Hansel.
- Arthur J. Nascarella: Frankie Perello.
- Karel Roden: Anzor Yugorsky.
- John Noble: Ivan Yugorsky.
- David Warshofsky: Lester[2]
- Idalis DeLeon: Divina.

## Crítica
- "Divertidament violenta (...) Ni un protagonista amb talent podria salvar a Kramer de si mateix. Com a guionista, pot haver creat un guió que trenca gèneres (...) però com a director es mostra senzillament mediocre"[3]
- "La pel·lícula mai baixa de ritme. (...) és del tipus de pel·lícules on la següent escena comença abans que hagis explicat els cadàvers. (...) els personatges secundaris tenen grans escenes (...) El guió té certes fallades. (...) Puntuació: ★★★ (sobre 4)."[4]
- "Benvingut a una pel·lícula a la qual li encanten els personatges exagerats i les ferides truculentes (...) No sorprèn que tot se senti prestat o robat d'altres pel·lícules millors"[5]